# White Peaks (Wyoming)

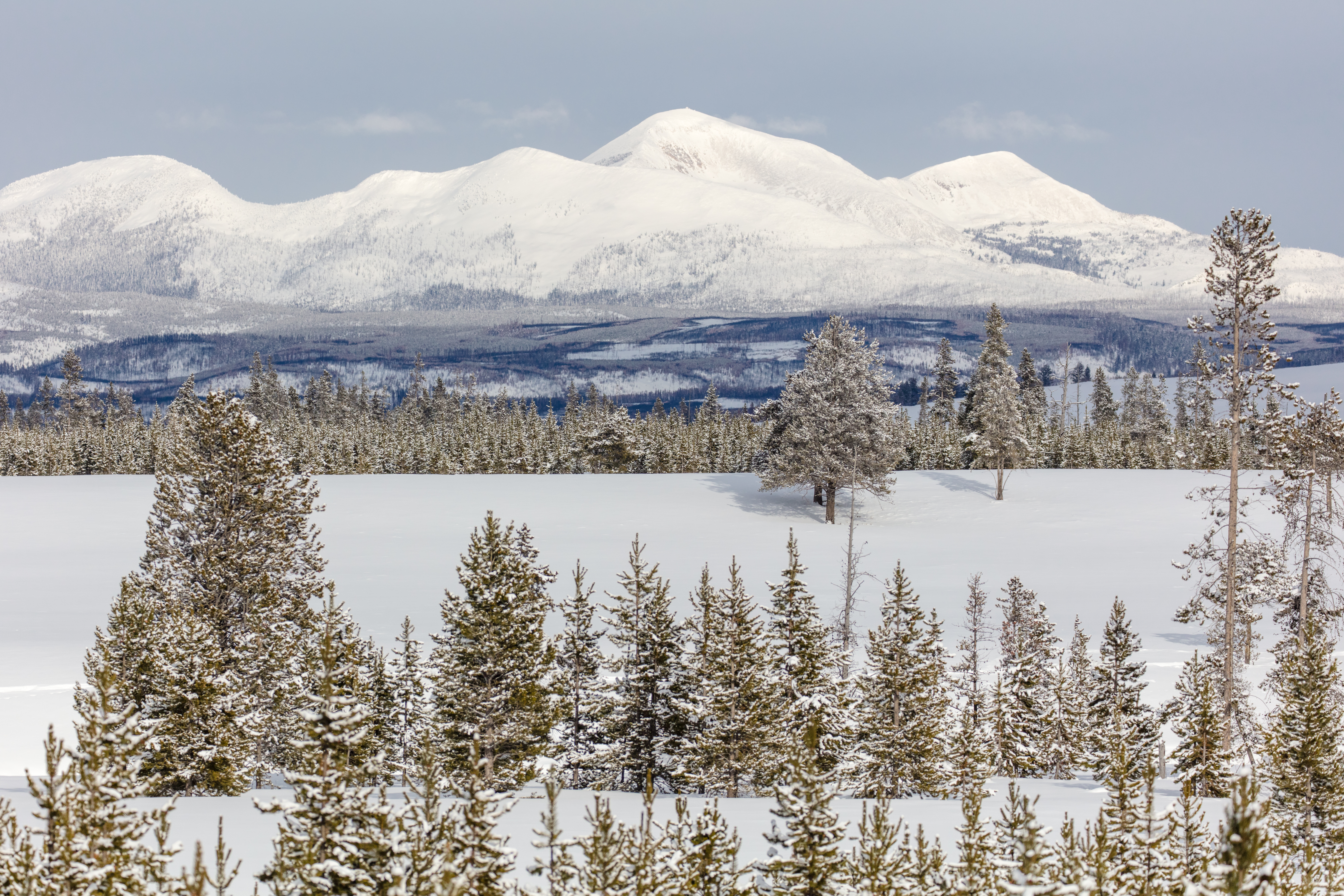
Von links nach rechts: Echo Peak, North White Peak, South White Peak, Mount Holmes, Trilobite Point

Die White Peaks sind zwei Berggipfel im Nordwesten des Yellowstone-Nationalparks im US-Bundesstaat Wyoming. Bestehend aus South White Peak und North White Peak sind sie Teil der Gallatin-Range in den Rocky Mountains. Der höhere South White Peak hat eine Höhe von 2988 m. Sie befinden sich rund einen Kilometer westlich des deutlich prominenteren Mount Holmes und rund zwei Kilometer südlich des Echo Peak.

## Belege
1. ↑  Peakbagger: White Peaks South. Abgerufen am 28. Dezember 2020.
2. ↑  Geonames: White Peaks. Abgerufen am 28. Dezember 2020.